# Yeóryios Koléttis
Yeóryios Koléttis (en grec moderne : Γεώργιος Κολέττης) était un coureur cycliste grec, médaillé d'argent lors des Jeux olympiques de 1896 à Athènes.
Koléttis disputa les épreuves du 10 kilomètres et du 100 kilomètres. Il termina deuxième du 100 kilomètres derrière le Français Léon Flameng. D'ailleurs, l'épreuve était tellement longue pour l'époque que seuls les deux coureurs la finirent. Quand Flameng franchit la ligne d'arrivée, le Grec avait terminé 289 des 300 tours.
Dans la course du 10 kilomètres, Koléttis chuta avec Aristídis Konstantinídis et abandonna à la suite d'une blessure après 7 kilomètres.

## Palmarès

### Jeux olympiques
- Athènes 1896
  -  Médaille d'argent sur le 100 km